# Autoridade de validação
Em infraestrutura de chaves públicas, uma autoridade de validação é uma entidade que fornece um serviço usado para verificar a validade de um certificado digital de acordo com os mecanismos descritos no padrão X.509 e RFC 5280(página 69).
O método dominante usado para esse propósito é hospedar uma lista de revogação de certificado para download por meio dos protocolos HTTP ou LDAP. Para reduzir a quantidade de tráfego de rede necessária para a validação do certificado, o protocolo  OCSP pode ser usado.
Embora uma autoridade de validação seja capaz de responder a uma solicitação baseada na rede para uma CRL, ela não tem a capacidade de emitir ou revogar certificados. Ela deve ser continuamente atualizada com as informações atuais da CRL de uma autoridade de certificação que emitiu os certificados contidos na CRL.
Embora seja um processo potencialmente trabalhoso, o uso de uma autoridade de validação dedicada permite a validação dinâmica de certificados emitidos por uma autoridade de certificação raiz offline. Embora a própria CA raiz esteja indisponível para o tráfego de rede, os certificados emitidos por ela sempre podem ser verificados por meio da autoridade de validação e dos protocolos mencionados acima.
A sobrecarga administrativa contínua de manter as CRLs hospedadas pela autoridade de validação é geralmente mínima, pois é incomum para CAs raiz emitir (ou revogar) um grande número de certificados.